# (17514) 1992 UA1
(17514) 1992 UA1 là một tiểu hành tinh vành đai chính. Nó được phát hiện bởi Seiji Ueda và Hiroshi Kaneda ở Kushiro, Hokkaidō, Nhật Bản, ngày 19 tháng 10 năm 1992.